# Ljudmila Wassiljewna Storoschkowa
Ljudmila Wassiljewna Storoschkowa (russisch Людмила Васильевна Сторожкова, eng. Transkription Lyudmila Storozhkova; * 19. November 1955 in Chirchiq, Usbekische Sozialistische Sowjetrepublik; † 23. November 2022) war eine sowjetische Sprinterin.
1977 gewann sie bei den Halleneuropameisterschaften in San Sebastián Silber über 60 Meter. Bei der Universiade siegte sie über 100 Meter, und beim Leichtathletik-Weltcup 1977 wurde sie Vierte über 100 Meter und Dritte mit dem Sowjet-Team in der 4-mal-100-Meter-Staffel.
Im Jahr darauf gewann sie bei den Halleneuropameisterschaften 1978 in Mailand Bronze über 60 Meter. Bei den Europameisterschaften in Prag siegte sie in der 4-mal-100-Meter-Staffel und wurde Fünfte über 100 Meter.
1979 holte sie bei den Halleneuropameisterschaften in Wien erneut Bronze über 60 Meter.
1978 wurde sie Sowjetische Meisterin über 100 Meter und von 1976 bis 1979 viermal in Folge Sowjetische Hallenmeisterin über 60 Meter.

## Persönliche Bestzeiten
- 60 m (Halle): 11,21 s, 20. August 1977, Sofia
- 100 m: 7,22 s, 25. Februar 1979, Wien